# حرية (ولد ربيع)

تعديل مصدري - تعديل

حرية هي إحدى قرى عزلة قيفه ال مهدي بمديرية ولد ربيع التابعة لمحافظة البيضاء، بلغ تعداد سكانها 1079 نسمة حسب تعداد اليمن لعام 2004.